# ذمشرية

تعديل مصدري - تعديل

ذمشرية هي إحدى قرى عزلة جيشان بمديرية جيشان التابعة لمحافظة أبين، بلغ تعداد سكانها 63 نسمة حسب تعداد اليمن لعام 2004.